# Khaṇḍā
Cette page contient des caractères spéciaux ou non latins. S’ils s’affichent mal (▯, ?, etc.), consultez la page d’aide Unicode.
Le khaṇḍā (☬, en pendjabi : ਖੰਡਾ) est le symbole religieux le plus important du sikhisme, comme peuvent l'être la croix pour le christianisme, l'étoile de David pour le judaïsme ou encore l'étoile et le croissant pour l'islam.
Il est composé de plusieurs armes couramment utilisées par les sikhs : une épée à deux tranchants avec une large lame ou khaṇḍā (qui a donné son nom au symbole) située au milieu, surmontée d'un chakram (चक्र) au centre et entourée de deux dagues courbes ou kirpān (ਕਿਰਪਾਨ) nommées Miri et Piri symbolisant la double nature (respectivement temporelle et spirituelle) du gurû Hargobind.

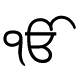
Ēk Ōaṅkār.

Un Ēk Ōaṅkār (ੴ, ਇਕ/ਏਕ ਓਅੰਕਾਰ) est parfois ajouté au symbole khaṇḍā. Tout comme le chakram, il symbolise le dieu unique du sikhisme.